# هيكل غير مبني

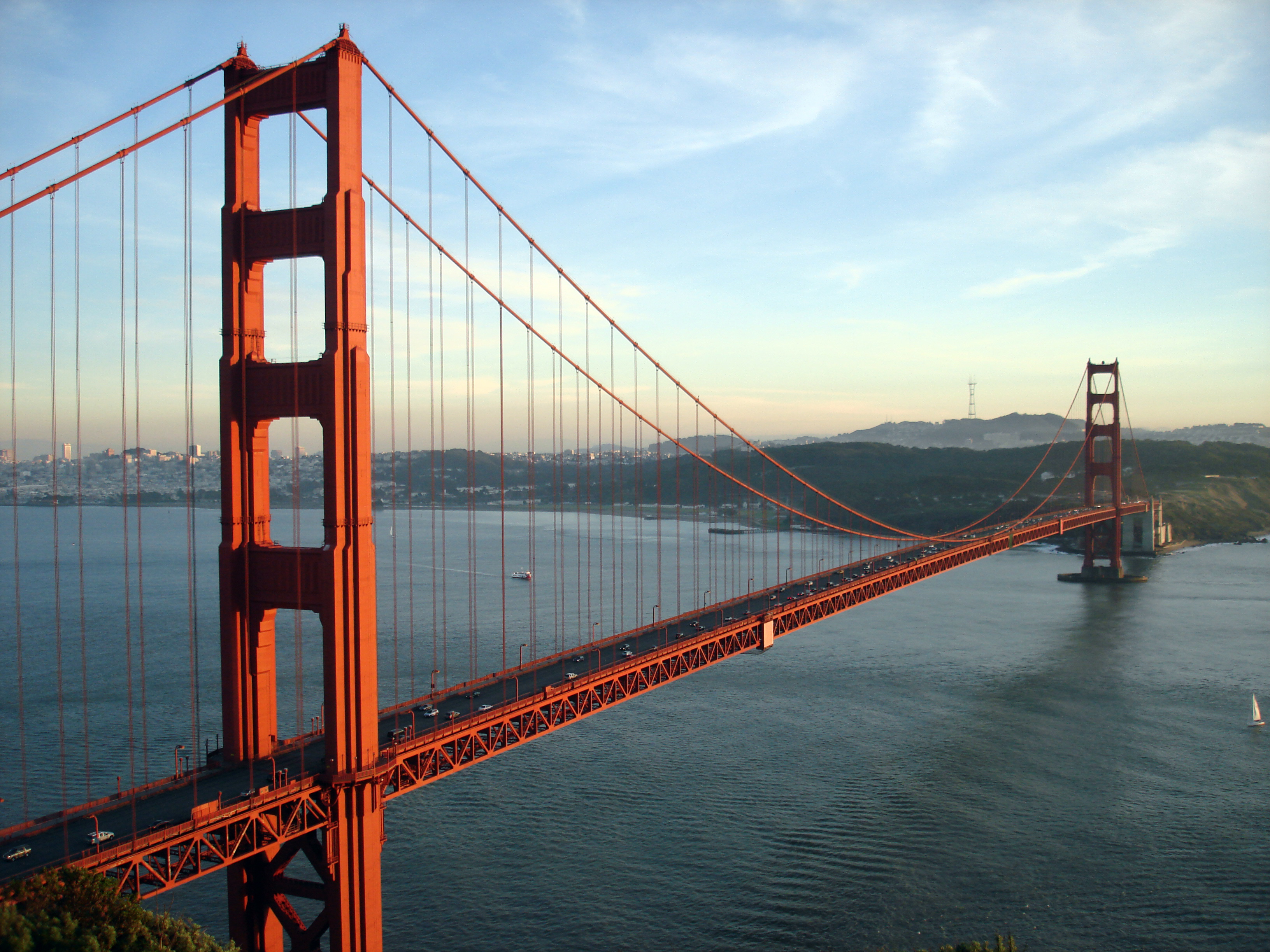
جسر البوابة الذهبية

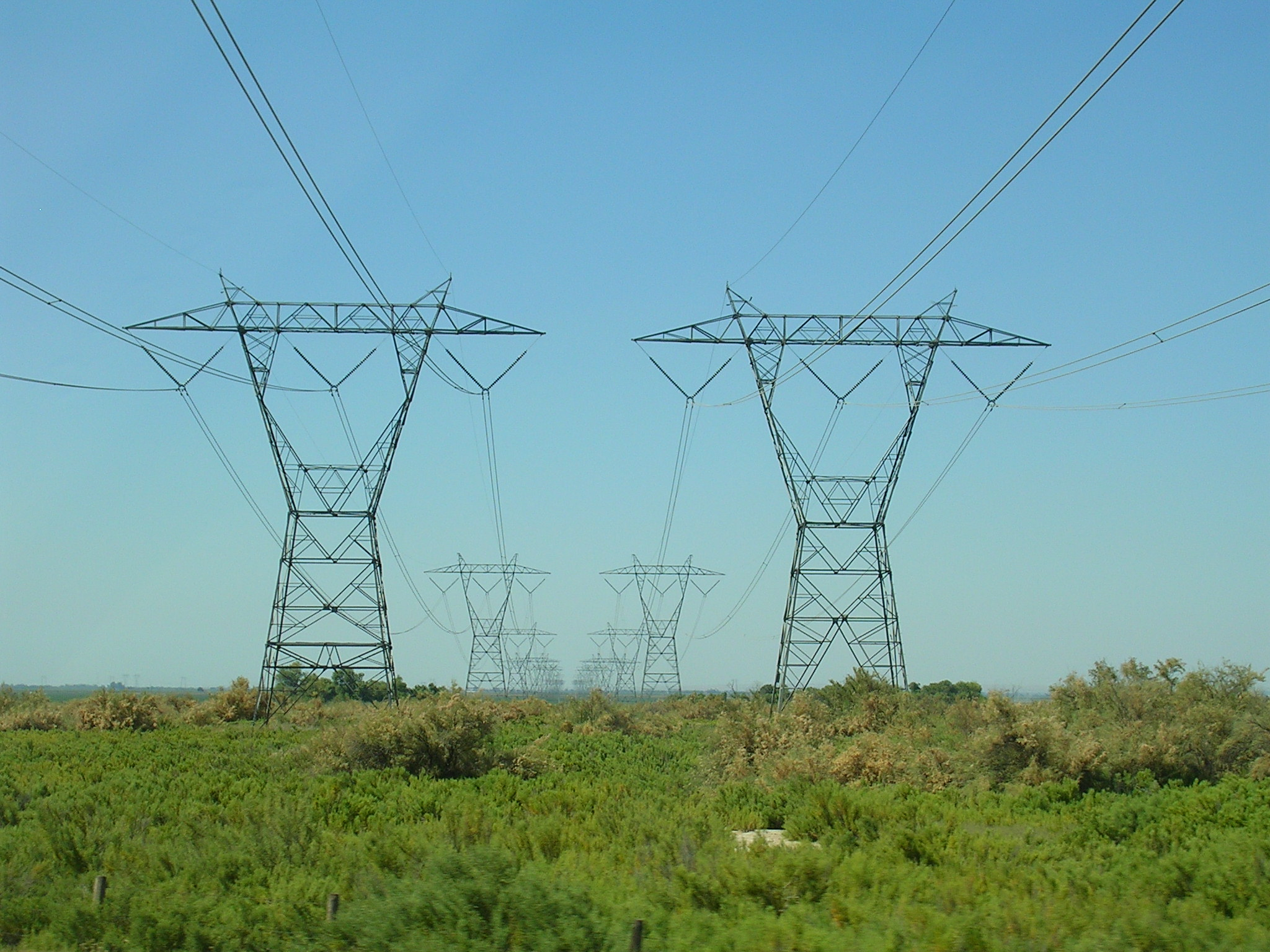
أبراج النقل الكهربائية

الهيكل غير المبني (بالإنجليزية: Nonbuilding structure)‏ أو كما يشار إليه كمجرد هيكل، هو نظام من أجزاء متصلة تستخدم لدعم حمولة معينة وغير مصممة للسكن المستمر للإنسان. يستخدم هذا المصطلح من قبل المهندسين المعماريين والمهندسين الإنشائيين، والمهندسين الميكانيكيين لتحديد واضح للمنشآت المبنية والتي ليست بمباني أو لا تعتبر مباني.

## أمثلة
- رصيف بحري.
- دولاب هواء.
- أفعوانية.
- مدخنة.
- رافعة.
- سد.
- حاووز.
- أبراج النقل الكهربائية.
- مبنى تذكاري.
- رصيف ميناء.

## استثناءات
بعض الهياكل غير المبنية يتم اعتبارها أحيانا كمباني نظرا لأنه يتم العيش فيها والسكن بشكل دوري أو شبه دوري، ومن أمثلة ذلك:
- منارة.
- مصنع.
- محطات الطاقة.
- مستودع.